# Паннемакер, Франсуа
Адольф-Франсуа Паннемакер (фр. Adolphe-François Pannemaker; 30 июля 1822, Брюссель — 9 февраля 1900, Париж) — французский рисовальщик и гравёр по дереву, книжный иллюстратор натуралистического направления. Известен главным образом гравюрами по рисункам Гюстава Доре.

## Семья Паннемакеров
В истории искусства известна большая семья Паннемакеров, потомственных художников и мастеров ткачества нидерландского происхождения. Живописец Питер Паннемакер Первый работал в Брюсселе в начале XVI века. Он был также знаменитым ткачом, создававшим шпалеры для многих королевских домов Европы, украшенные золотыми и серебряными нитями, а также дорогие шёлковые и шерстяные изделия. Картоны для шпалер на знаменитой Брюссельской мануфактуре при участии Паннемакера изготавливал Бернарт ван Орлей. Сын Питера Первого — Питер Паннемакер Второй (в иных источниках Виллем, или Вильгельм; 1510—1581) — также стал известным ткачом и рисовальщиком-картоньером.
В 1670-х годах в Брюсселе работали Франц и его сын Эразм (Андреас) де Паннемакеры. Они также были ткачами в Турне, на Мануфактуре Гобеленов в Париже, а затем поселились в Лилле.
Во второй половине XIX века в Генте был известен Питер де Паннемакер — живописец-акварелист, рисовальщик и гравёр. Питер писал пейзажи и рисовал ботанические атласы, участвовал во многих периодических изданиях и публикациях. Создал около 3000 иллюстраций для ботанических книг. Его важной заслугой являются хромолитографии для публикаций Жана Жюля Линдена «Lindenia» и «L´Illustration Horticole». За вклад в ботанику и садоводство в 1886 году Питер де Паннемакер получил от французского правительства Рыцарский крест Ордена сельскохозяйственных заслуг (Croix de Chevalier de l’Ordre du Mérite Agricole).

## Биография
Адольф-Франсуа Паннемакер (его родственные отношения с предыдущими не вполне ясны) в 1836 году поступил в Королевскую школу гравюры в Брюсселе. Там он стал учеником братьев Генри (1816—1870) и Уильяма Брауна (1814—1877), художников британского происхождения. В 1832 году выпустил две гравюры для знаменитого издания «Мои тюрьмы» (Le mie prigioni) Сильвио Пеллико по рисункам Жозефа Кумана. В 1843 году Паннемакер отправился в Париж, где завершил своё обучение. В следующем году он женился на дочери полиграфиста Атали Даван. Супружеская пара вернулась в Брюссель, где в 1847 году у них родился сын Стефан Паннемакер — будущий живописец и гравёр по дереву.
Франсуа Паннемакер гравировал для печати большинство иллюстраций по рисункам Поля Лаутерса, Шарля Бони, Жан-Батиста Маду. С 1840 по 1845 год он иллюстрировал «Популярную историю Бельгии» (L’Histoire populaire de Belgique), но более всего прославился как главный гравёр рисунков Гюстава Доре.
В 1855 году семья Паннемакеров переехала в Париж. В 1863 году Паннемакер выполнил ответственное задание: выгравировал несколько французских банкнот, в том числе 100 «синих франков» (Billet de 100 francs bleu), а в 1869 году — банкноту в 20 бельгийских франков.
Франсуа Паннемакер стал профессором гравюры на дереве в Высшей национальной школе декоративных искусств. В 1885 году входил в состав жюри секции гравюры на дереве первой «Международной выставки белого и чёрного» (Exposition internationale de blanc et noir) в Париже в Павильоне Флоры (угловая часть южного крыла Лувра).
В 1889 году Франсуа Паннемакер был удостоен Гран-при Всемирной выставки в Париже. 
Паннемайкер был известен и уважаем в России. Есть сведения о его сотрудничестве с академиком Лаврентием Авксентьевичем Серяковым. Одним из его парижских учеников был русский рисовальщик и гравёр В. В. Матэ.